# Metzing
Metzing [mɛtsɛ̃] (deutsch Metzingen) ist eine französische Gemeinde mit 693 Einwohnern (Stand 1. Januar 2022) im Département Moselle in der Region Grand Est (bis 2015 Lothringen). Sie gehört zum Arrondissement Forbach-Boulay-Moselle und zum Kommunalverband Forbach Porte de France.

## Geografie
Die Gemeinde Metzing liegt etwa sieben Kilometer westlich von Saargemünd, nahe der Grenze zum Saarland auf einer Höhe von 250 m über dem Meer im Tal des Strichbaches, der wie der im Süden des Gemeindegebietes verlaufende Altwiesenbach wenige Kilometer östlich in die Saar mündet.
Das Gebiet der Gemeinde Metzing ist durch Acker- und Wiesland sowie durch Streuobstwiesen geprägt, lediglich im Südwesten bestehen mit dem Kreuzwald und dem Stangenwald kleinere Forste, die zusammen 66 ha umfassen.
Nachbargemeinden von Metzing sind Nousseviller-Saint-Nabor im Norden, Hundling im Osten, Guebenhouse im Süden sowie Diebling im Westen.

## Geschichte
Der Ortsname stammt vom lateinischen Mutius. Über Mutzichen (1473) und Messig (1473) änderte sich die Schreibweise des Namens zu Metzing – in der Zeit unter deutscher Verwaltung (von 1870 bis 1918 und von 1940 und 1944) hieß das Dorf Metzingen.
Die drei blauen Pfähle auf goldenem Grund im Gemeindewappen stehen für die Grafen von Puttelange als ehemalige Herren von Metzing, das silberne Pferd ist das Attribut des Heiligen Hippolyte.

### Kirche Saint-Hippolyte
Das erste Dokument, das sich auf Hippolyt als Schutzpatron der Kapelle – dem Vorgängerbau der heutigen Kirche – bezieht, ist ein Grundbucheintrag aus dem Jahr 1687. In dieser Zeit wurde das Dorf nach den verheerenden Zerstörungen des Dreißigjährigen Krieges mühsam wieder aufgebaut. Eine Kapelle bestand in Metzingen schon viel früher. Sie gehörte bis 1615 zur Pfarrei in Cadenbronn und bis 1856 zur Pfarrei Nussweiler (heute beides Ortsteile der Gemeinde Nousseviller-Saint-Nabor).
1855 bekam die Gemeinde ihren ersten eigenen Pfarrer und die Kapelle wurde offiziell zur Kirche.
Zu Beginn des Zweiten Weltkrieges erlitt das Kirchendach Schäden beim Abschuss eines britischen Flugzeuges. 1942 wurden zwei der drei Kirchenglocken von den Deutschen beschlagnahmt und eingeschmolzen. Am 4. und 5. Dezember 1944 beschossen die Amerikaner Metzing. Dabei wurde die Kirche so beschädigt, dass Gottesdienste noch für mehrere Jahre im nahegelegenen Café Kihl gefeiert werden mussten. Bis 1960 wurden die Kriegsschäden beseitigt, die Kirche bekam neue Glocken und eine Heizungsanlage.

### Bevölkerungsentwicklung
| Jahr      | 1962 | 1968 | 1975 | 1982 | 1990 | 1999 | 2006 | 2014 | 2021 |
| Einwohner | 381  | 439  | 497  | 563  | 557  | 536  | 562  | 615  | 670  |

Im Jahr 1806 wurde mit 212 Bewohnern die bisher niedrigste Einwohnerzahl ermittelt. Die Zahlen basieren auf den Daten von cassini.ehess und INSEE.

## Wirtschaft und Infrastruktur
Metzing ist seit den 1970er Jahren zu einer Wohngemeinde für Pendler aus den umliegenden Industrie- und Gewerbegebieten geworden. Im Ort selbst gibt es eine Bäckerei sowie kleine Handwerksbetriebe. In der Gemeinde sind sieben Landwirtschaftsbetriebe ansässig (Obstanbau, Zucht von Rindern, Schafen und Ziegen).
Durch Metzing führt die vielbefahrene Fernstraße D 910 von Saargemünd nach Saint-Avold. Auch die Bahnlinie Haguenau-Sarreguemines-Hargarten/Falck verläuft fast parallel zur Fernstraße durch Metzing, ein Halt besteht aber nur in der Nachbargemeinde Hundling.

## Belege
1. ↑  Namensherkunft auf agglo-forbach.fr (Memento vom 6. November 2011 im Internet Archive) (französisch)
2. ↑  Wappenbeschreibung auf genealogie-lorraine.fr (französisch), nicht mehr abrufbar seit 2023
3. ↑  Geschichte der Kirche
4. ↑  Metzing auf cassini.ehess
5. ↑  Metzing auf INSEE
6. ↑  Landwirtschaftsbetriebe auf annuaire-mairie.fr (französisch)